# Королёк — птичка певчая (телесериал, 1986)
«Королёк — пти́чка пе́вчая» (тур. Çalıkuşu) — 7-серийный турецкий мини-сериал, снятый по мотивам одноимённого романа Решата Нури Гюнтекина в 1986 году.

## Сюжет
Действие сериала разворачивается в Турции в период Первой мировой войны и распада Османской империи.
Главная героиня сериала Фериде, которую в детстве за её живость и любовь к шалостям прозвали «корольком», после смерти родителей учится во французском пансионе «Dames de Sion» в Стамбуле, а каникулы проводит в доме своей тёти. Там она встречается со своим кузеном Кямраном. Фериде обходится с ним не очень вежливо, и может показаться, что она не выносит своего кузена, но на самом деле Фериде очень сильно его любит, хотя и не признаётся в этом даже самой себе. Однако Мюжгян, общая кузина Фериде и Кямрана, обо всём догадывается и рассказывает её секрет Кямрану. Молодой человек тут же делает Фериде предложение, так как он тоже был давно влюблён в неё, но не признавался ей в любви, боясь, что она его отвергнет. Фериде соглашается выйти за него замуж, но сначала она должна окончить обучение в пансионе. Вскоре Кямран уезжает в Европу для работы в посольстве Турции.
После окончания пансиона Фериде возвращается домой, где идут приготовления к свадьбе. Кямран также возвращается из Европы. Но накануне свадьбы к Фериде приходит незнакомка и рассказывает ей о романе Кямрана в Европе. Фериде вынуждена покинуть дом тёти и уехать из столицы в Анатолию. Получив в детстве хорошее образование, она становится школьной учительницей. В одной из школ она знакомится с сироткой Мунисе и удочеряет её.
Оказавшись в глухой провинции, среди бедных, неграмотных, живущих в плену предрассудков людей, Фериде становится серьёзной и самоотверженной просветительницей, защитницей гонимых. Она по-прежнему любит Кямрана и мечтает о нём. Но её стремление быть современной женщиной, свободной от предрассудков, наталкивается на непонимание общества, всё ещё живущего прошлым. Фериде постоянно вынуждена менять места работы из-за дурных разговоров о себе. Так, спасаясь от сплетен и навязчивого внимания к себе со стороны местных жителей, Фериде объезжает почти всю Анатолию, работая то в одном городе, то в другом. В одном из этих городов Фериде застаёт Первая мировая война. Школу, где она работает, превращают в военный госпиталь, а врачом этого госпиталя оказывается её старый знакомый Хайруллах-бей, благородный и мудрый старик, который относится к ней, как к дочери. Он просит её поработать медсестрой в госпитале. В одном из своих пациентов Фериде узнаёт Ихсан-бея, который когда-то просил её выйти за него замуж, но она отказала ему. Фериде сочувствует его моральным и физическим страданиям. Также она ему очень благодарна за то, что он когда-то, рискуя собственной жизнью, заступился за неё. Под влиянием этих чувств Фериде просит его жениться на ней. Несмотря на сильную и искреннюю любовь к Фериде, Ихсан-бей отказывается, понимая, что она его не любит.
Вскоре у Фериде случается несчастье: Мунисе умирает от дифтерии. Едва оправившись от этого потрясения, Фериде сталкивается со следующим: сплетни, всегда её преследовавшие, дошли до Министерства образования. Фериде приходится отказаться от профессии учительницы. Чтобы оградить Фериде от сплетен и пересудов, которые, по-видимому, всегда будут её окружать, Хайруллах-бей заключает с ней фиктивный брак. Через некоторое время он умирает. Перед смертью Хайруллах-бей просит Фериде вернуться в Стамбул к своим родственникам и помириться с Кямраном. Фериде исполняет его желание. Она возвращается в дом своей тёти и воссоединяется с Кямраном, который, как выясняется после эмоциональных объяснений, всегда любил только её.

## Съёмочная группа
- Режиссёр, автор сценария и продюсер: Осман Ф. Седен
- Оператор: Кенан Курт
- Композитор: Эсин Энгин

## В ролях
- Айдан Шенер — Фериде
- Кенан Калав — Кямран
- Хайати Хамзаоглу — Низамеддин-бей, отец Фериде
- Муаззез Курдоглу — бабушка Фериде
- Садри Алышик — Хайруллах-бей
- Мине Чайыроглу — Мунисе
- Эшреф Колчак — шейх Юсуф-эфенди
- Кая Акарсу — Ихсан-бей
- Серай Гёзлер — Мюжгян